# Live in Praha
Live in Praha är en video av det brittiska bandet Radiohead, inspelad under en konsert vid Výstaviště Holešovice i Prag, Tjeckien den 23 augusti 2009, och utgiven 23 augusti 2010.

## Låtlista
1. "15 Step"
2. "There There"
3. "Weird Fishes/Arpeggi"
4. "All I Need"
5. "Lucky"
6. "Nude"
7. "Morning Bell"
8. "2 + 2 = 5"
9. "A Wolf at the Door"
10. "Videotape"
11. "(Nice Dream)"
12. "The Gloaming"
13. "Reckoner"
14. "Exit Music (For a Film)"
15. "Bangers + Mash"
16. "Bodysnatchers"
17. "Idioteque"
18. "Pyramid Song"
19. "These Are My Twisted Words"
20. "Airbag"
21. "The National Anthem"
22. "How to Disappear Completely"
23. "The Bends"
24. "True Love Waits"
25. "Everything in Its Right Place"

## Medverkande
- Thom Yorke – sång, gitarr, piano, keyboard, percussion
- Jonny Greenwood – gitarr, keyboard, ondes Martenot, synthesizer, klockspel, percussion
- Ed O'Brien – gitarr, sampler, percussion, bakgrundssång
- Colin Greenwood – elbas, keyboard, percussion
- Phil Selway – trummor, percussion, bakgrundssång